# Предградие
Предградието е населено място или част от него (например квартал, малък град или друго селище), разположено в покрайнините на по-голям град. Някои предградия са част от метрополиси.
В исторически смисъл предградието е район в средновековните европейски градове, разположен извън градските стени на центъра. То може да се простира по протежение на околовръстния път или заедно с други предградия да образува кръг около града. Поради по-рядката си застроеност предоставя възможности за развитие на занаятчийството.
Днес терминът се използва още за причислени към община съставни външни на града населени места или за планирани разширения на градовете. Понякога така се наричат и сателитните градове (външните селища на големи агломерации), например предградията на Атина или тези в Ил дьо Франс около Париж.